# Syndromes and a Century
Pour plus de détails, voir Fiche technique et Distribution.
Syndromes and a Century (thaï : แสงศตวรรษ, S̄æng ṣ̄atawǎat, littéralement Lumière du siècle) est un film franco-thaïlandais réalisé par Apichatpong Weerasethakul, sorti le 13 juin 2007 en France. Il est le troisième volet d'une trilogie comprenant Blissfully Yours et Tropical Malady.

## Synopsis
Portrait contemporain critique sociologique de la modernisation de la Thaïlande et des syndromes du siècle, à travers les souvenirs d'enfance du réalisateur dans le monde des hôpitaux de ses parents tous deux médecins : 
Un homme et une femme médecins travaillent tous les deux dans un hôpital de campagne dans un environnement modeste, intime, verdoyant et humain, proche des patients et des habitudes d'une époque. 
Puis ils évoluent vers un hôpital plus moderne mais plus froid, plus bétonné et plus dépersonnalisé de la capitale Bangkok et vers moins de relations humaines entre les individus, plus de silence.

## Commentaires
Après Blissfully Yours et Tropical Malady, Syndromes and a Century est le troisième volet d'une trilogie de "films-rêves" envoûtants que le réalisateur Apichatpong Weerasethakul consacre à ce qui le touche, ici ses parents médecins,. Le film a été censuré en Thaïlande,,,.

## Fiche technique
- Titre : Syndromes and a Century
- Titre original : แสงศตวรรษ (S̄æng ṣ̄atawǎat), littéralement Lumière du siècle
- Réalisation : Apichatpong Weerasethakul
- Scénario : Apichatpong Weerasethakul
- Photographie : Sayombhu Mukdeeprom
- Musique : Kantee Anantagant
- Production : Apichatpong Weerasethakul et Charles de Meaux
- Sociétés de production : Kick the Machine, Anna Sanders Films, Backup Films, Illuminations Films, New Crowned Hope, TIFA[9]
- Pays d'origine : Thaïlande, France, Autriche
- Format : Couleurs - Dolby Surround - 35 mm
- Genre : Drame
- Durée : 105 minutes
- Date de sortie : 31 août 2006 (Mostra de Venise), 19 avril 2007 (Thaïlande), 13 juin 2007 (France).

## Distribution[10],[11]
- Nantarat Sawaddikul (นันทรัตน์ สวัสดิกุล) : Dr. Tei (Thoey) (หมอเตย)
- Jaruchai Iamaram (จารุชัย เอี่ยมอร่าม) : Dr. Nohng (หมอหน่อง)
- Sophon Pukanok (โสภณ ภู่กนก) : Noom, l'expert en orchidées (หนุ่ม นักเพาะกล้วยไม้)
- Arkanae Cherkam (อาคเนย์ เชื้อขำ): Ple, le dentiste (เปิ้ล หมอฟัน)
- Sakda Kaewbuadee : Sakda, le bonze (พระศักดา)
- Sin Kaewpakpin (นุติ์ นิ่มสมบุญ) : le vieux bonze
- Norathep Panyanavakij : le novice du bonze
- Nu Nimsomboon (นุติ์ นิ่มสมบุญ) : Toa (โต๋)
- Apirak Mitrpracha : Docteur Neng
- Manasanant Porndispong : Docteur Nant
- Wanna Wattanajinda : Docteur Wan
- Nitipong Tintupthai : Koh
- Putthithorn Kammak : Off, un jeune patient
- Jarunee Saengtupthim (จารุณี  แสงทับทิม) : Joy, la compagne du Dr Nohng (จอย แฟนสาวของหมอหน่อง)
- Rangsan Sutthimaneenun : Docteur de l'Hôpital
- Kasansaeng Kamnerdmee : la Physiothérapeute
- Jenjira Pongpas : Pa Jane

## Nomination et récompenses
- En 2006, Syndromes and A Century est le premier film thaïlandais à être sélectionné pour la compétition officielle du festival de Venise, la 63e Mostra de Venise[12]
- Lotus d'Or (Prix du meilleur film) au Festival du film asiatique de Deauville 2007[13]
- Désigné par la cinémathèque de l'Ontario comme le film le plus important des années 2000.